# Fachgruppe Logistik

Taktisches Zeichen der Fachgruppe Logistik

Die Fachgruppe Logistik (FGr Log) ist eine ehemalige Fachgruppe des THW, deren Aufgaben auf die beiden Fachgruppen Materialwirtschaft und Verpflegung im neuen Fachzug Logistik übertragen wurde.
Die Fachgruppe Logistik versorgte die Einheiten und Einrichtungen des THW und anderer Bedarfsträger mit Material und Dienstleistungen, insbesondere im Bereich Verpflegung sowie Verbrauchsgüter, und kümmerte sich um die Materialerhaltung. Sie führte innerhalb des THW Wartungs- und Reparaturarbeiten sowie Sachkundigenprüfung durch. Im Einsatz übernahm sie ferner allgemeine Transportaufgaben, Aufgaben der Materialverwaltung und Logistik-Aufträge für andere Bedarfsträger. Funktional waren diese Fachgruppen Nachfolger des Versorgungsdienstes.
Die Fachgruppe Logistik unterlag dem Einsatzvorbehalt der dem Ortsverband übergeordneten Regionalstellen, sofern sie nicht dem Ortsverband selbst zugeordnet wurde.

## Fahrzeuge/Ausstattung
Die Fachgruppe war nicht Teil des Technischen Zuges und bestand seit 2004 aus drei Trupps:
Führungstrupp Logistik (FüTr Log)
- Pkw Kombi

Materialerhaltungstrupp (Log-M-Tr)

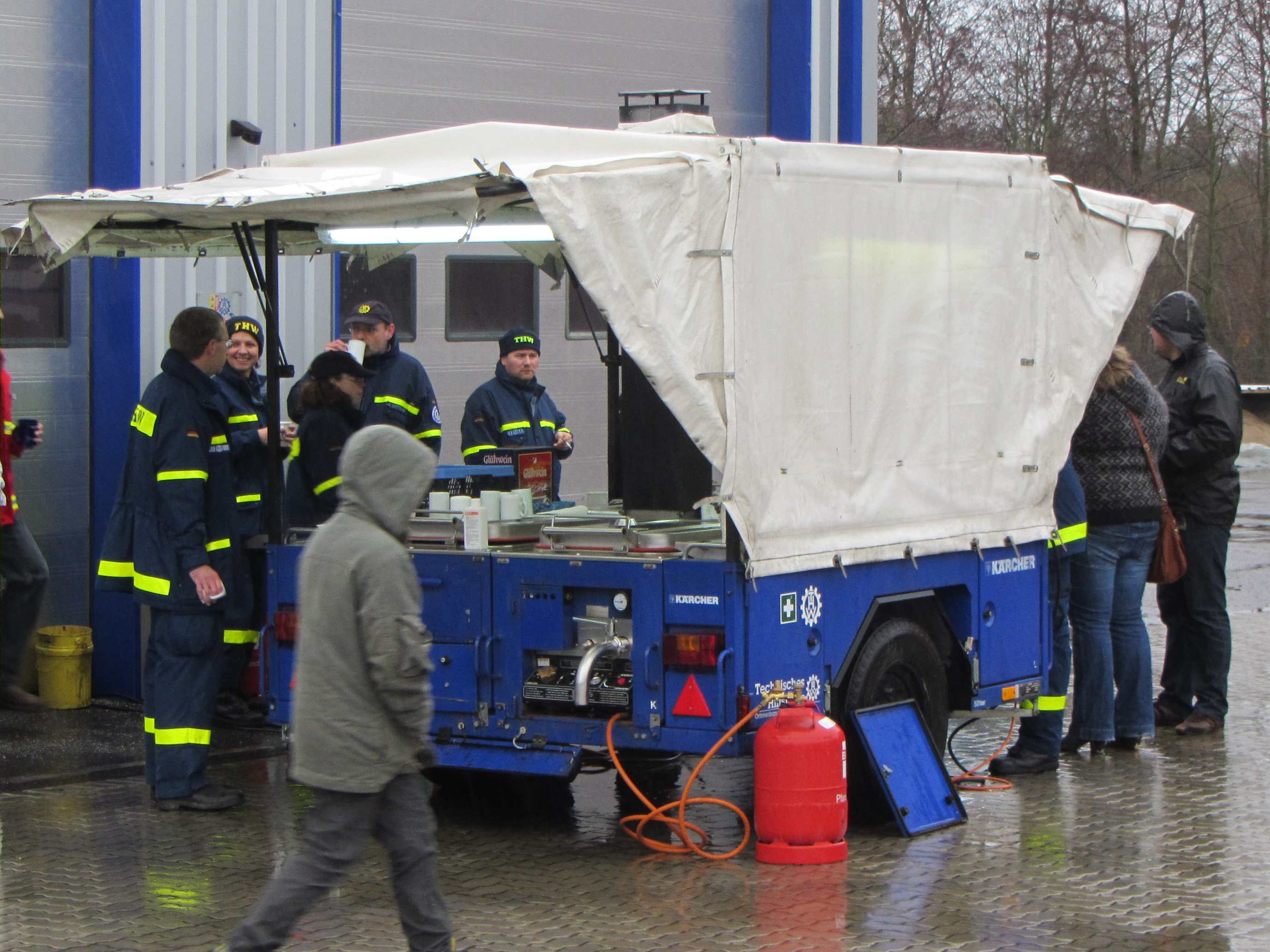
Feldkochherd

- Mannschaftslastwagen, Typ V (MLW 5)
- Lkw-Kipper 9 t mit Ladekran 60 kNm
- Werkstatt-Anhänger 5 t

Verpflegungtrupp (Log-V-Tr)
- Mannschaftslastwagen, Typ V (MLW 5)
- Lkw 7 t mit Ladebordwand
- Feldkochherd-Anhänger
- ggf. Spülmobil-Anhänger (Ergänzungsausstattung)

## Personal/Stärke
Kurzform:
1/3/14/18
Trupp-, Funktions- und Helferübersicht:
Führungstrupp Logistik (FüTr Log)
- 1 Leiter FGr Log
- 1 Truppführer FüTr Log (Rechnungsführer / Kraftfahrer B / Sprechfunker)
- 1 Fachhelfer (Kraftfahrer B / Sprechfunker)

Materialerhaltungstrupp (Log-M-Tr)
- 1 Truppführer Log-M-Tr
- 5 Fachhelfer:

- 2 Kraftfahrer CE/GGVS/ADR / Sprechfunker / Ladekranführer
- 1 Sanitätshelfer
- 2 THW-Schweißer / Brennscheider

Verpflegungstrupp (LogVTr)
- 1 Truppführer LogVTr (Koch)
- 8 Fachhelfer:

- 2 Köche FGr Log
- 2 Köche FGr Log / Kraftfahrer B / Sprechfunker
- 2 Kraftfahrer CE/GGVS/ADR / Sprechfunker
- 1 Sanitätshelfer
- 1 Hygienehelfer

Bundesweit waren 66 Fachgruppen Logistik aufgestellt, eine pro Regionalstelle. Der Verpflegungstrupp und der Materialerhaltungstrupp einer Fachgruppe Logistik konnten an verschiedenen Standorten innerhalb des Bereiches einer Regionalstelle stationiert sein.
Aus dem Materialerhaltungstrupp und Verpflegungstrupp gingen im Rahmen des neuen taktischen Einheitenmodells die Fachgruppe Fachgruppe Logistik-Materialwirtschaft und die Fachgruppe Logistik-Verpflegung hervor. Diese ersetzen die Fachgruppe Logistik und sind in einen Fachzug Logistik eingegliedert.